# Cherax wagenknechtae
Cherax wagenknechtae (лат.) — вид десятиногих пресноводных раков рода Cherax из семейства Parastacidae (Decapoda). Назван в честь немецкого политика Сары Вагенкнехт.

## Распространение
Остров Новая Гвинея. Эндемик рек Бераур и Класабун, протекающих в западной части полуострова Чендравасих, провинция Юго-Западное Папуа, Индонезия.

## Описание
Десятиногие раки (около 15 см). Поверхность карапакса покрыта рассеянными мелкими бугорками, имеются три шипа после шейной борозды на боковом карапаксе. Глаза большие, пигментированные. Роговица такая же широкая, как и стебель глаза. Рострум копьевидной формы с приподнятыми, утолщенными краями. Ростральные края с тремя заметными зубцами. Задние расширения ростральных краев заметные. Посторбитальные гребни выдающиеся с одним острым шипом на переднем конце. Некальцифицированный участок на латеральном крае клешней взрослого самца белый, полупрозрачный. Проподеальный режущий край с несколькими короткими волосками в задней части и одним крупным бугорком. Клешни розовато-красные, становятся темно-красными до чёрного в боковой и передней части. Неподвижный палец с крючковатыми жёлтыми кончиками в передней части. Дорсолатеральные края клешней слегка приподняты, обычно розовые или кремовые. Другие ходильные ноги голубовато-серые. Карапакс и плеон розовато-красные дорсально, становятся красновато-серыми латерально.
Самец. Тело и глаза голотипа самца пигментированы. Глаза не редуцированы, довольно крупные; роговица шаровидная, темно-пигментированная, почти такой же длины, как и стебелек; стебелек немного уже, чем роговица. Тело обратнояйцевидное, слегка сжатое сбоку. Плеон более узкий, чем цефалоторакс (ширина 26,7 мм и 31,3 мм соответственно). Рострум широкий, примерно в три раза длиннее ширины (ширина 5,9 мм в основании, длина 17,5 мм). Края слегка приподняты, продолжаясь в ростральные кили на карапаксе, почти прямые в базальной части, дистально сужаются к вершине. Латеральный ростральный край несет три заметных зубца в дистальной половине, направленных вверх под углом примерно 45°. Между дистальными зубцами и просветом имеется несколько коротких волосков. Просвет с переднеориентированным шипом. Самый крупный из исследованных самцов имеет длину карапакса 71,5 мм и общую длину 153 мм, голотип самца имеет общую длину 143 мм, а остальные самцы имеют общую длину от 94 мм до 152 мм; аллотип имеет длину карапакса 56,6 мм и общую длину 127 мм (n=9).
Самка. Клешни равные, длина в 2,7 раза больше ширины (43,9 мм и 15,7 мм соответственно). Мягкая ямка на дистальном латеральном крае клешни у самок не обнаружена (n=112). Мезиальный край клешни слегка приподнят, образуя тонкий зубчатый гребень с рядом из 15—16 мелких зернистых зубцов. Режущий край дактилуса с 15—16 довольно мелкими зернистыми зубцами. Режущий край неподвижного пальца с 10—11 мелкими гранулами. Небольшие рассеянные короткие волоски видны вдоль вентральных режущих краев клешней, более густые и длинные в вентральной задней части. Кончики пальцев слегка пересекаются при сцеплении пальцев. Шейная борозда отчётливая, без волосков. Плеон чуть шире цефалоторакса (ширина 25,9 мм и 25,6 мм соответственно). Окраска такая же, как у самцов.

## Экология
Эндемик бассейнов двух небольших рек Бераур и Класабун, протекающих в западной части полуострова Чендравасих, представляющего собой западную оконечность острова Новая Гвинея. Экология вида исследовалась в основном по одному из притоков реки Бераур — безымянному ручью у деревни Кламоно. Ручей неглубокий (20—100 см) с умеренным течением и имеет рН около 5,5. Температура составляет около 25—26 °C. В большинстве участков отсутствуют водные растения. Субстрат ручья представляет собой ил или песок и почву, в основном покрытую илом и детритом. Раки прячутся в коротких норах на берегу реки, под большими камнями или в детрите, который присутствует во всех частях ручья. Крупные самцы были замечены активными в течение дня. В некоторых деревнях этих раков собирают для еды местные жители. Но, похоже, что даже если их собирают для торговли как домашними животными, а в некоторых деревнях — для потребления человеком, популяция остается стабильной. Ручей окружен густым лесом. Для расширения знаний о распространении вида необходимо провести дополнительные полевые исследования.

## Систематика

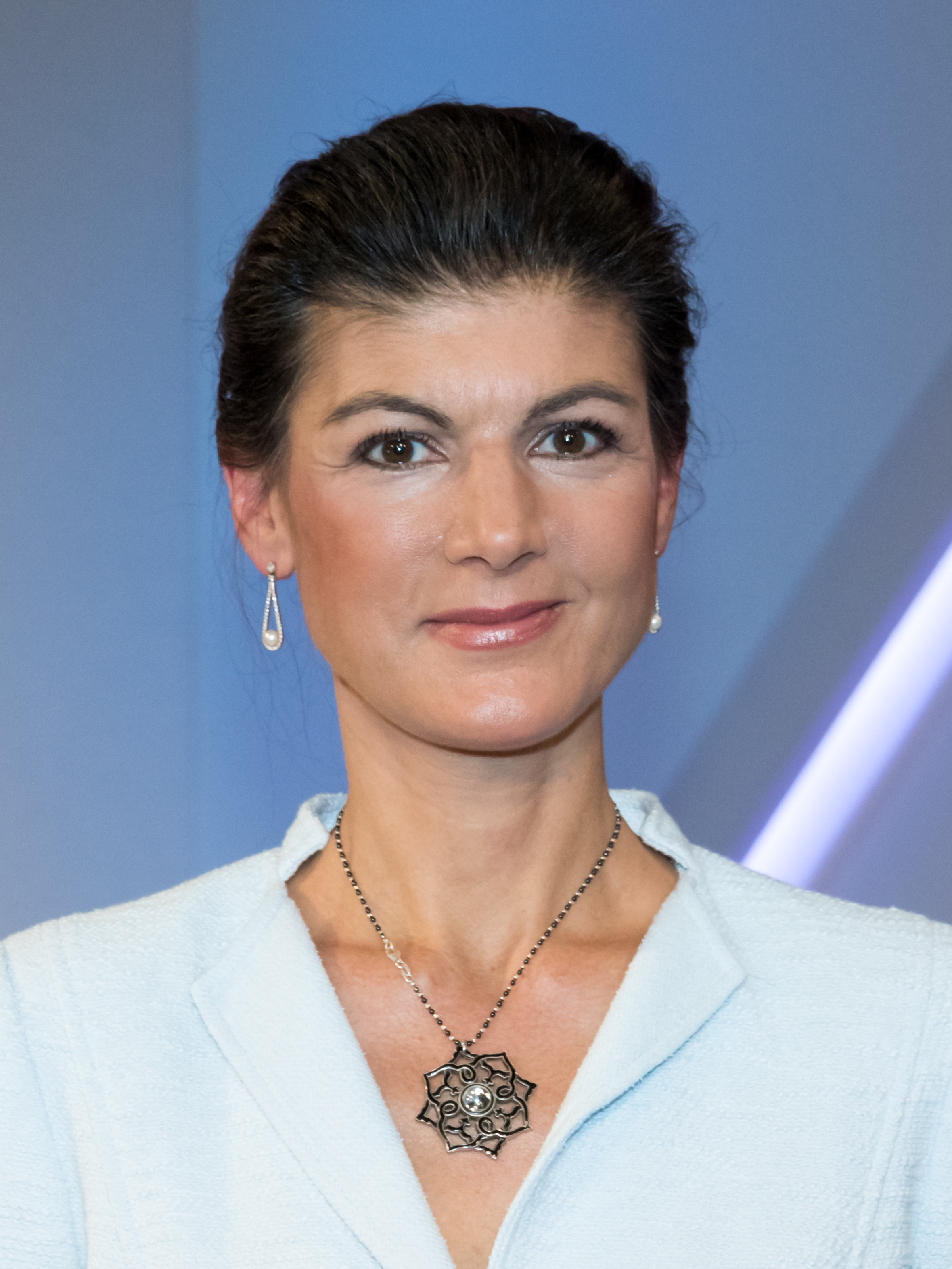
Сара Вагенкнехт, в честь которой назван вид

Вид был впервые описан в 2022 году двумя биологами: немцем Кристианом Лукхаупом (нем. Christian Lukhaup) из Берлинского университета имени Гумбольдта и индонезийцем Рури Эприлурахманом (индон. Rury Eprilurahman) из джокьякартского Университета Гаджа Мада. Наиболее близок к виду Cherax pulcher Lukhaup, 2015, отличаясь по форме клешней, рострума и тела, а также по окраске и молекулярно-генетическим данным. Cherax wagenknechtae вместе с Cherax pulcher являются сестринской группой для Cherax warsamsonicus.

## Этимология
Вид Cherax wagenknechtae назван в честь заметного немецкого политика Сары Вагенкнехт, экономиста, писателя и публициста. Она вдохновила первого автора на решительную борьбу за лучшее и более справедливое будущее для всех, за её борьбу за свободу, мир и редкий талант объединять мораль и политику.